# Santiago (ort i Costa Rica, Alajuela)
Santiago är en ort i Costa Rica.   Den ligger i provinsen Alajuela, i den centrala delen av landet, 40 km väster om huvudstaden San José. Santiago ligger 1 083 meter över havet och antalet invånare är 2 107.
Terrängen runt Santiago är huvudsakligen kuperad, men åt sydväst är den bergig. Runt Santiago är det tätbefolkat, med 511 invånare per kvadratkilometer. Närmaste större samhälle är San Rafael, 5,2 km nordväst om Santiago. Omgivningarna runt Santiago är en mosaik av jordbruksmark och naturlig växtlighet.